# Friedrich Ludwig Seidel
Friedrich Ludwig Seidel (Treuenbrietzen, 1 de juny de 1765 - Charlottenburg, 8 de maig de 1831) fou un compositor alemany. Deixeble de Benda, fou organista de l'església de Santa Maria de Berlín, segon director d'orquestra del Teatre Nacional, director de música de la capella reial i mestre de capella de la cort. Són obres seves Der Dorfabier, Lila, Die Unsterblickkeit, (oratori), una missa, Música per a piano i alguns lieder.